# Lei Shing Hong
Lei Shing Hong (LSH) ist ein in Hongkong ansässiges Unternehmen, das im Automobil- und Baumaschinenhandel sowie in der Projektentwicklung tätig ist. Das Unternehmen ist der weltgrößte ungebundene Verkäufer von Kraftfahrzeugen der Mercedes-Benz Group. Zudem vermarktet Lei Shing Hong Fahrzeuge der Unternehmen Caterpillar, Porsche und Smart. Das Tochterunternehmen LSH Auto International Ltd. ist zu hundert Prozent an dem deutschen Unternehmen Stern Auto beteiligt.

## Eigentümerstruktur
Über diverse Einzelgesellschaften besitzen Lau Gek Poh rund 70 % und Yaw Teck Seng die restlichen Anteile.
An dem Tochterunternehmen LSH Auto International beteiligte sich die Daimler AG im März 2017 mit 15 %, wie im Mai 2017 bekannt gegeben wurde.